# خميس كاغاشيكي
خميس كاغاشيكي (من مواليد 30 أغسطس 1951) هو سياسي تنزاني من الحزب الثوري وعضو في البرلمان عن دائرة بوكوبا الانتخابية منذ عام 2005. كان وزير الموارد الطبيعية والسياحة.
السيد خميس ج. سويدي هو دبلوماسي محترف عمل في البعثة التنزانية الدائمة لدى الأمم المتحدة في نيويورك (1977-1982). ترأس القسم الاقتصادي في إدارة المنظمات القانونية والدولية بوزارة الخارجية في دار السلام تنزانيا من 1982-1987. كما عمل في البعثة التنزانية الدائمة لدى مكتب الأمم المتحدة في جنيف (1987-1990).
انضم السيد سويدي إلى المنظمة العالمية للملكية الفكرية في يناير 1990 وفي أكتوبر من نفس العام أصبح مدير العلاقات مع المنظمات الدولية وتعزيز الابتكارات في البلدان النامية. في عام 1995 أصبح مديرًا لإدارة تنمية الموارد البشرية للملكية الصناعية والشؤون المشتركة بين الوكالات. في عام 1997 أصبح مديرًا لمكتب التخطيط الاستراتيجي وتطوير السياسات.